# Niklas Wallenlind
Per Johan Niklas Wallenlind (* 21. November 1968 in Göteborg) ist ein ehemaliger schwedischer Leichtathlet, der sich auf den 400-Meter-Hürdenlauf spezialisiert hatte.

## Leben
Wallenlinds erster internationaler Erfolg war der Sieg im 400-Meter-Hürdenlauf bei den Junioreneuropameisterschaften 1987 in Birmingham. 1989 wurde er erstmals Schwedischer Meister in dieser Disziplin. Insgesamt sammelte er vier nationale Meistertitel über 400 Meter Hürden (1989, 1993, 1995 und 1997), drei im 400-Meter-Lauf (1990–1992) sowie sechs über 400 Meter in der Halle (1989–1990, 1992–1993 und 1995–1996).
Bei den Europameisterschaften 1990 in Split gewann Wallenlind im 400-Meter-Hürdenlauf die Bronzemedaille hinter dem Briten Kriss Akabusi und seinem Landsmann Sven Nylander. Außerdem belegte er bei den Weltmeisterschaften 1991 in Tokio den achten Platz und bei den Olympischen Spielen 1992 in Barcelona den fünften Platz. Ferner nahm er an den Weltmeisterschaften 1993 in Stuttgart und 1995 in Göteborg sowie an den Europameisterschaften 1994 in Helsinki teil.
Wallenlind beendete seine aktive Laufbahn 1999. Heute lebt er in Pixbo in der Nähe von Göteborg und arbeitet als Produktionslogistiker für die Svenska Kullagerfabriken. Er ist verheiratet und hat zwei Söhne.